# Парцанезе (Авелино)
Парцанезе је насеље у Италији у округу Авелино, региону Кампанија.
Према процени из 2011. у насељу је живело 22 становника. Насеље се налази на надморској висини од 222 м.